# Почётные граждане Гродно
Почётный гражданин города Гродно — звание, которое присваивается лицам за большой вклад в развитие города Гродно, повышение его авторитета, за совершение мужественных поступков во благо города.

## Список почётных граждан
1. Артемьев Георгий Михайлович — участник боев за освобождение г. Гродно в годы Великой Отечественной войны, 28 февраля 1995 года. присвоено звание Почетного гражданина г. Гродно.
2. Болдин Иван Васильевич — генерал-полковник, участник освобождения г.. Гродно в годы Великой Отечественной войны, 22 февраля 1968 года. присвоено звание Почетного гражданина г. Гродно.
3. Водчиц Григорий Николаевич — бригадир, мастер домостроительного комбината, 23 сентября 1987 года присвоено звание Почетного гражданина г. Гродно за ударную работу и весомый вклад в развитие строительной отрасли.
4. Волчецкая Елена Владимировна — заслуженный мастер спорта Советского Союза по спортивной гимнастике, доцент кафедры теории и методики физической культуры, 12 сентября 2008 года присвоено звание Почетного гражданина г. Гродно за большой личный вклад в развитие физической культуры и спорта, подготовку спортсменов высокого класса, высококвалифицированных тренеров-преподавателей и социально-культурного развития г. Гродно.
5. Глазунов Николай Кузьмич — генерал-майор, участник боев за освобождение г. Гродно в годы Великой Отечественной войны, 28 сентября 1994 года присвоено звание Почетного гражданина г. Гродно.
6. Данилов Андрей Степанович — во время Великой Отечественной войны летчик-истребитель, 1 июля 1964 г. присвоено звание Почетного гражданина г. Гродно.
7. Иванов Сергей Фадеевич — участник освобождения Гродно в годы Великой Отечественной войны, 28 февраля 1995 года присвоено звание Почетного гражданина г. Гродно за большую работу по героико-патриотическому воспитанию подрастающего поколения.
8. Карбышев Дмитрий Михайлович — генерал-лейтенант инженерных войск, 15 июля 1964 года присвоено звание Почетного гражданина г. Гродно.
9. Кныш Ренальд Иванович — заслуженный тренер БССР (1960), заслуженный тренер СССР (1964) по спортивной гимнастике, 27 сентября 1972 года присвоено звание Почетного гражданина г. Гродно за большой личный вклад в развитие физической культуры и спорта, подготовку спортсменов высокого класса, высококвалифицированных тренеров-преподавателей и социально-культурного развития г. Гродно.
10. Корбут Ольга Валентиновна — четырехкратная олимпийская чемпионка по спортивной гимнастике, заслуженный мастер спорта СССР, чемпионка Мира и Спартакиады народов СССР, абсолютная чемпионка СССР, 15 июля 2010 года присвоено звание Почетного гражданина г. Гродно за высокие спортивные достижения и большой личный вклад в развитие физической культуры и спорта г. Гродно и Республики Беларусь, их авторитет на международной арене.
11. Кузнецов Алексей Михайлович — участник освобождения г. Гродно в годы Великой Отечественной войны, 23 сентября 1987 года присвоено звание Почетного гражданина г. Гродно за большую работу по героико-патриотическому воспитанию подрастающего поколения
12. Курлович Александр Николаевич — чемпион XXIV и XXV Олимпийских игр по тяжелой атлетике, 17 декабря 1992 года присвоено звание Почетного гражданина г. Гродно за большой личный вклад в развитие физической культуры и спорта.
13. Лебедев Иван Данилович — Герой Советского Союза, участник Великой Отечественной войны, 25 мая 2000 года присвоено звание Почетного гражданина г. Гродно за большую работу по героико-патриотическому воспитанию подрастающего поколения.
14. Максимович Вячеслав Александрович — мастер спорта Советского Союза, профессор, заведующий кафедрой физического воспитания и спорта УО «Гродненский государственный университет имени Янки Купалы», кандидат педагогических наук, тренер-преподаватель школы высшего спортивного мастерства, заслуженный тренер БССР (1980) и СССР (1990), 9 июля 2009 года присвоено звание Почетного гражданина г. Гродно за высокие спортивные достижения и большой личный вклад в развитие физической культуры и спорта Республики Беларусь.
15. Маслаков Дмитрий Андреевич — доктор медицинских наук, 1962—1997 гг. ректор Гродненского государственного медицинского института, 5 марта 1997 года присвоено звание Почетного гражданина г. Гродно за весомый личный вклад в развитие медицины.
16. Дмитрий Карпович Мостовенко — в Великую Отечественную войну участник оборонительных боев за Гродно, 6 декабря 1967 г. присвоено звание Почетного гражданина г. Гродно.
17. Мендаров Петр Афанасьевич — 1973—1985 гг. первый секретарь Гродненского горкома Коммунистической партии Беларуси, 27 апреля 1999 года присвоено звание Почетного гражданина г. Гродно за весомый личный вклад в развитие народного хозяйства г. Гродно.
18. Наумов Василий Григорьевич — заслуженный учитель БССР, бывший директор средней школы № 18 г. Гродно, 28 февраля 1995 года. присвоено звание Почетного гражданина г. Гродно.
19. Обелевский Григорий Исаакович — полковник в отставке, ветеран Вооруженных Сил, Почетный пограничник Республики Беларусь, участник Великой Отечественной войны, 9 июля 2009 года присвоено звание Почетного гражданина г. Гродно за большой личный вклад в героико-патриотическое воспитание подрастающего поколения и активную общественную работу по увековечиванию памяти погибших в Великой Отечественной войне.
20. Осликовский Николай Сергеевич — Герой Советского Союза, генерал-лейтенант, участник освобождения Гродно в годы Великой Отечественной войны, 29 сентября 1970 года. присвоено звание Почетного гражданина г. Гродно.
21. Павловский Александр Алексеевич — бывший председатель Государственного комитета пограничных войск Республики Беларусь, генерал-лейтенант, генеральный Консул, 10 ноября 2004 года присвоено звание Почетного гражданина г. Гродно за многолетнюю добросовестную работу по защите интересов Республики Беларусь, патриотическом воспитании молодого поколения и большой личный вклад в общественную жизнь г. Гродно.
22. Решетняк Александр Николаевич — ветеран Великой Отечественной войны, полковник в отставке, 15 июля 2010 года присвоено звание Почетного гражданина г. Гродно за большой вклад в героико-патриотическое воспитание подрастающего поколения, мужество и героизм, проявленные в годы Великой Отечественной войны и при освобождении города Гродно от немецко-фашистских захватчиков.
23. Ровба Евгений Алексеевич — ректор УО «Гродненский государственный университет имени Янки Купалы», доктор физико-математических наук, профессор, 15 июля 2010 года присвоено звание Почетного гражданина г. Гродно за большой вклад в совершенствование организации учебно-методической, воспитательной и научно-исследовательской деятельности, развитие интеграции науки и образования, национально-государственное возрождение Республики Беларусь.
24. Ратайко Петр Иванович — первый председатель Гродненского городского Совета, 6 декабря 1967 г. присвоено звание Почетного гражданина г. Гродно.
25. Рязанов Василий Данилович — руководитель антифашистской подпольной организации в Гродно в годы Великой Отечественной войны, 1 июля 1964 г. присвоено звание Почетного гражданина г. Гродно.
26. Селиванчик Наталья Власовна — бывший главный врач Гродненской области, заведующая отделением областной клинической больницы, участник Великой Отечественной войны, 23 апреля 1998 года. присвоено звание Почетного гражданина г. Гродно.
27. Соломова Ольга Иосифовна — секретарь Гродненского подпольного городского комитета Комсомола, 1 июля 1964 г. присвоено звание Почетного гражданина г. Гродно
28. Фурса Леонтий Петрович — тренер сборной команды Республики Беларусь по вольной борьбе, заслуженный тренер БССР (1968), 27 августа 2004 года присвоено звание Почетного гражданина г. Гродно за большой личный вклад в развитие физической культуры и спорта, подготовку спортсменов высокого класса, высококвалифицированных тренеров-преподавателей и социально-культурного развития г. Гродно.
29. Чопчиц Адам Сидорович — руководитель народного ансамбля песни и танца «Неман» при Гродненском городском Доме культуры, 22 мая 1997 г. присвоено звание Почетного гражданина г. Гродно.
30. Шидловский Александр Константинович — заслуженный деятель культуры БССР (1960), композитор, 23 сентября 1987 г. присвоено звание Почетного гражданина г. Гродно.
31. Шилова Ирина Олеговна — олимпийская чемпионка.
32. Яковенко Юрий Владимирович — художник-график, член Белорусского союза художников, лауреат и дипломант различных международных конкурсов и выставок, 15 июля 2010 года присвоено звание Почетного гражданина г. Гродно за высокие достижения в профессиональной деятельности и личный вклад в развитие творческого потенциала молодых художников.